# Pomona (New York)
Pomona è un villaggio degli Stati Uniti d'America, situato nello stato di New York, nella contea di Rockland.